# Troisième corps de l'armée de Virginie du Nord
Le troisième corps de l'armée de Virginie du Nord est une unité de l'armée provisoire des États Confédérés.
Après la mort du lieutenant général Thomas J. Jackson lors de la bataille de Chancellorsville, Robert E. Lee réorganise son armée de deux corps d'infanterie en trois corps, donnant le commandement du nouveau troisième corps à A. P. Hill. Au nouveau corps de Hill, Lee attribue la vieille « division légère » (Light Division) de Hill, commandée par le major général William Dorsey Pender, du deuxième corps et la division de Richard H. Anderson du premier corps de James Longstreet. Pour la troisième division du corps, Lee crée une nouvelle division de deux brigades prélevées sur les défenses de Richmond et deux brigades de la division de Pender, affectée au commandement d'Henry Heth. Le corps de l'artillerie de réserve est commandé par le colonel R. Lindsay Walker.

## 1863

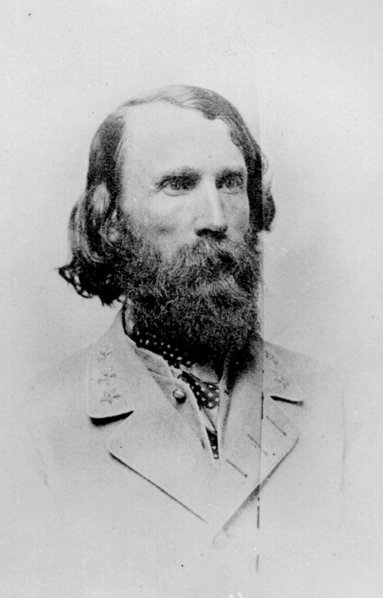
A. P. Hill

Lorsque Lee lance la campagne de Gettysburg , en juin 1863, le troisième corps est initialement laissé le long des anciennes positions confédérées le long de la Rappahannock comme un arrière-garde, suivant le reste de l'armée, le 15 après que Lee est convaincu que le commandant de l'Union Joseph Hooker ne lancera pas une attaque sur Richmond. Il arrive à Chambersburg, le 27 et se repose pendant plusieurs jours ; le soir du 30 juin, Hill envoie la division de Heth à Gettysburg se saisir d'un dépôt de chaussures qui a été signalé là, avec la division de Pender affectée à sa suite en tant que soutien. Le matin du 1er juillet, Heth rencontre les principaux éléments de l'armée du Potomac, débutant ainsi les trois jours de la bataille de Gettysburg. Au cours de la matinée, la division de Heth attaque une partie du I corps, et est repoussée, avec la capture du brigadier général James J. Archer (le premier officier général de l'armée de Lee à être capturé). Les deux divisions de Heth et de Pender attaquent au cours de l'après-midi et le I corps est défait ; Heth est blessé lors de l'attaque de l'après-midi et est  remplacé par James J. Pettigrew, Alfred M. Scales de la division de Pender est blessé. Le deuxième jour, le corps de Hill occupe le centre de l'armée confédérée et est affecté à l'attaque de la ligne de l'Union après le déclenchement de l'attaque du corps de Longstreet ; toutefois, seules trois des cinq brigades d'Anderson lancent une attaque. Ambrose R. Wright parvient à percer brièvement le centre de l'Union sur Cemetery Ridge, mais est forcé de se retirer. Avant d'être en mesure de lancer une attaque avec sa division, Pender est mortellement blessé par un obus d'artillerie et est remplacé par le brigadier-général James H. Lane. Au cours de la journée, Hill est malade et ne peut pas superviser l'attaque de son corps.
Dans le cadre des plans de Lee, le 3 juillet, une partie du corps de Hill prend part à la charge de Pickett, mais est placé sous le commandement de Longstreet : la division de Pettigrew est placée sur la gauche de la division de George Pickett, tandis que les deux brigades de Lane sont placées sous le commandement du major général Isaac Trimble, formées derrière Pettigrew (Lane retourne au commandement de sa propre brigade lors de l'attaque). Les brigades Cadmus Wilcox et de David Lang de la division d'Anderson sont formées sur la droite de Pickett, tandis que le reste de la division est formée derrière Pettigrew et Trimble comme soutien. Pour le bombardement avant l'offensive de l'infanterie, Walker met en ligne cinquante-trois canons le long de Seminary Ridge. Lors de l'attaque, une régiment de l'Union attaque le flanc droit de la brigade de Pettigrew, commandée par John M. Brockenbrough, et le met en déroute, puis commence à tirer sur la prochaine brigade en ligne. Les divisions de Pettigrew et de Trimble atteignent un mur de pierre sur Cemetery Ridge, mais échouent à faire une brèche dans la ligne de l'Union ; le 55th North Carolina Infantry est crédité d'avoir fait la progression la plus éloignée de tous les régiments confédérés lors de l'attaque. Pettigrew est blessé lors de l'attaque, mais reste au commandement de sa division ; Trimble est blessé et capturé près du mur, tandis que les deux commandants de brigade sont également blessés et l'un est tué. Wilcox et Lang commence leur avance bien après la force principale ; au moment où les deux brigades atteignent la ligne de l'Union, la division de Pickett a déjà commencé à battre en retraite. Le feu de l'artillerie et une contre-attaque par la brigade du Vermont les forcent à battre en retraite, avec plusieurs dizaines de confédérés faits prisonniers et deux drapeaux de guerre capturés.
Après la bataille, le corps de Hill est le premier à commencer la retraite confédérée jusqu'en Virginie. La division de Heth sert en tant qu'arrière-garde pendant que l'armée marche vers le Potomac, le 14 juillet ; au cours de la bataille de Falling Waters, Pettigrew est mortellement blessé lors d'une charge de cavalerie de l'Union. Au cours de l'automne, Cadmus Wilcox est promu major général et reçoit le commandement de l'ancienne division de Pender. Lors la bataille Bristoe Station, Hill attaque le II corps de l'Union isolé avec seulement deux brigades de ses trois divisions disponibles, mais est à son tour frapper sur le flanc par le V corps. Hill subit de lourdes pertes, 2000 hommes au total avec cinq canons. Le corps participe également à la campagne de Mine Run ; Hill doit lancer un assaut sur le flanc gauche de l'Union à l'aube du 1er décembre, mais l'armée de l'Union retraite au cours de la nuit. Pendant le reste de l'hiver, le corps reste dans des camps d'hiver au sud de la rivière Rappahannock.

## 1864

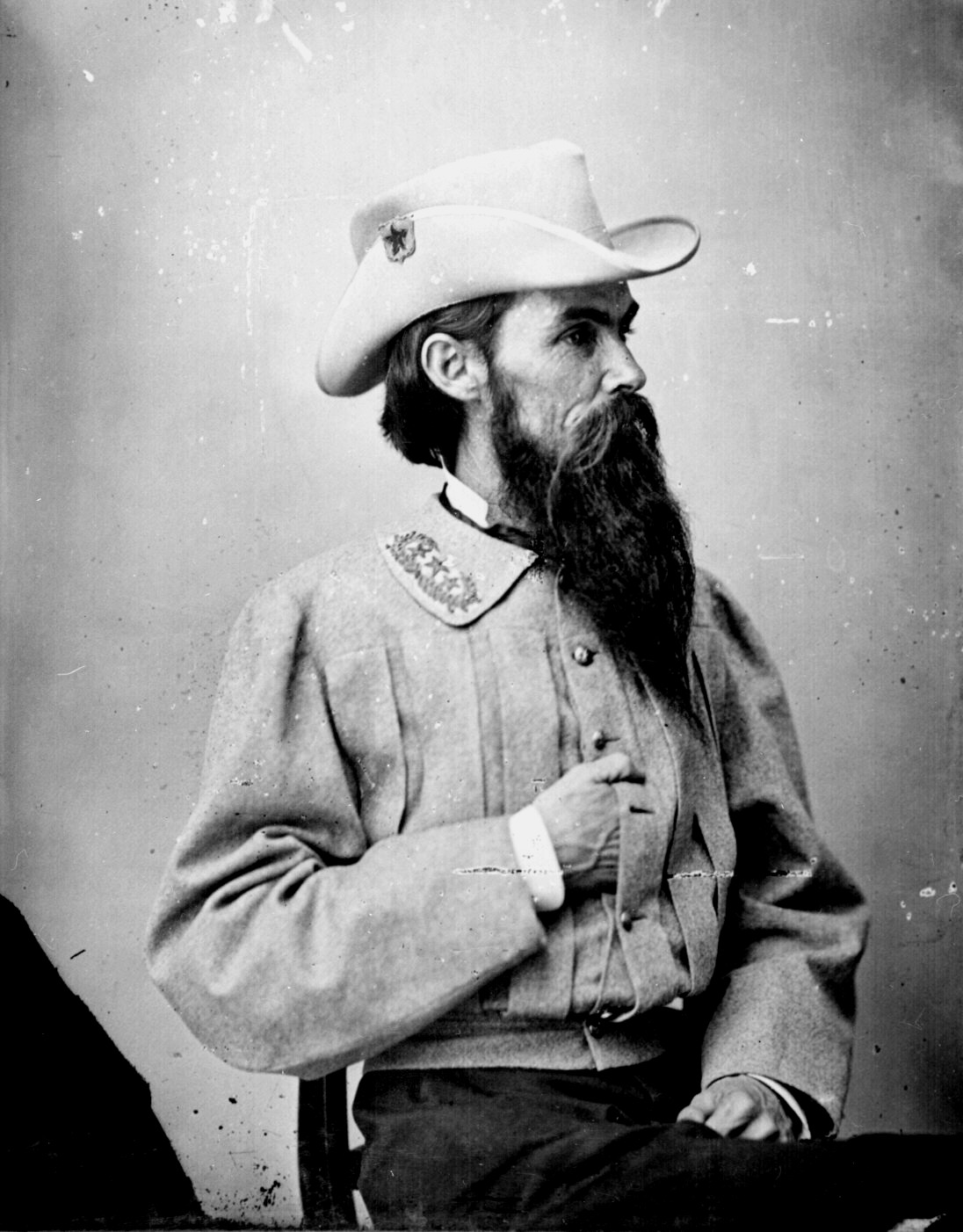
Photo en temps de guerre du troisième commandant du corps William Mahone

Au début de la campagne de l'Overland, le corps commence avec une force de plus de 22000 hommes. Le troisième corps d'armée combat sur l'aile droite confédérée lors de la première journée de la bataille de la Wilderness, engageant le II corps d'armée. D'ici à la fin de la journée, la ligne de Hill est dans la confusion ; Heth et Wilcox demandent tous deux la permission pour redresser les lignes pendant la nuit, mais Hill refuse, estimant que Longstreet arrivera avant l'aube et relèvera son corps. Le deuxième jour, l'armée de l'Union attaque à l'aube et repousse rapidement les troupes de Hill dans la confusion. Le corps de Longstreet arrive vers le milieu de la matinée et interrompt l'attaque de l'Union. À la suite de la blessure de Longstreet, Anderson est transféré au commandement du premier corps d'armée, avec William Mahone prenant le commandement de la division d'Anderson. Pendant la marche vers Spotsylvania Court House le 8 mai, Hill tombe malade et est remplacé par Jubal Early du deuxième corps. Early arrive à Spotsylvania à l’approche de l'aube, le 9 mai et couvre l'aile droite confédérée. Le corps tient contre les attaques du IX corps pendant le 12 mai, mais ne parvient à envoyer que deux brigades pour aider les contre-attaques confédérées sur le de saillant de Mule Shoe. Le 21 mai, Hill déclare qu'il est suffisamment bien pour reprendre le commandement de son corps.
Au cours de la bataille de North Anna, le troisième corps est placé sur la gauche confédérée. Le 23 mai, la division de Wilcox attaque le V corps alors qu'il traverse le North Anna près de Jericho Mill ; des renseignements erronés l'amène à croire que seules deux brigades de cavalerie de l'Union ont traversé la rivière. Wilcox lance son attaque à 6 heures, et met d'abord en déroute deux brigades de l'Union, mais est repoussé par une contre-attaque de l'Union avant l'arrivée des renforts confédérés. Wilcox perd 730 hommes tout en n'infligeant que 338 morts seulement aux forces de l'Union. Pendant le reste de la bataille, le corps est engagé dans de brèves escarmouches. À Cold Harbor, Hill est positionné sur le flanc gauche confédéré, mais le 2 juin les divisions de Mahone et de Wilcox sont envoyées sur la droite confédérée en réponse aux mouvements du II corps de l'Union ; la division de Heth reste sur la gauche. Le 3 juin, une attaque du II corps de l'Union envahit brièvement une partie de la ligne confédérée sur la gauche de Hill, mais la brigade de Floride contre-attaque et reprend la ligne.
À la suite de Cold Harbor, le corps est transporté dans la région de Richmond-Petersburg où il est engagé pendant les trois jours de la bataille de Petersburg. Le corps combat le long des défenses confédérées au sud de la rivière Appomattox pendant le siège de Petersburg et dans les mois suivants stoppent plusieurs attaques de l'Union contre les lignes d'approvisionnement confédérées, comme à Jerusalem Plank Road, Ream's Station, et le cratère. Hill est malade à plusieurs reprises pendant le siège, ce qui l'oblige à donner le contrôle opérationnel du corps à ses commandants de division, comme à Ream's Station. Le corps perd plusieurs centaines d'hommes en raison des désertions au cours de l'hiver.

## 1865
Lors de la troisième bataille de Petersburg, les assauts de l'Union envahissent les ouvrages de défense confédérés, près de Petersburg ; tout en essayant de rallier ses hommes et de stopper l'avance de l'Union, Hill court dans les troupes de l'Union et est tué. Henry Heth prend temporairement le commandement du troisième corps alors qu'il évacue Petersburg, mais il est finalement fusionné avec le premier corps de James Longstreet. Les divisions du corps forment une partie de l'arrière garde confédérée à Amelia Court House, mais est déplacé sur le front de l'armée alors que les confédérés marchent sur Sailers's Creek. À la suite de la défaite des confédérés lors de la bataille de Sailers's Creek, la division de Mahone couvre la retraite à partir du ruisseau. Lors de la bataille de Cumberland Church, la division de Mahone forme le flanc gauche confédéré et repousse une attaque de l'Union, tandis que la division de Wilcox couvre le flanc droit confédéré. Pendant le reste de la campagne, le corps ne participe qu'à des escarmouches mineures en tant qu'arrière-garde confédérée, et se rend avec le reste de l'armée confédérée, le 9 avril.